# Need You Now (nummer)
"Need You Now" is een nummer van het Amerikaanse countrytrio Lady Antebellum, geschreven door de drie zangers, samen met Josh Kear, en geproduceerd door Paul Worley. Het nummer werd in augustus 2009 uitgegeven in de Verenigde Staten. Daar kwam het eind 2009 op de eerste plaats in de hitlijsten. In april 2010 werd "Need You Now" ook in Europa uitgegeven.  In Israël bereikte het de eerste plaats en in verschillende landen, waaronder Nederland, bereikte het nummer de top 10. 
De single werd bekroond met vier Grammy Awards waaronder twee hoofdprijzen Record of the Year en Song of the Year, drie American Country Awards en twee Academy of Country Music Awards.

## Tracklijst
| Nr. | Titel        | Duur  |
| --- | ------------ | ----- |
| 1.  | Need You Now | 03:57 |

## Hitnoteringen

### Nederlandse Top 40
| Hitnotering: 15-05-2010 t/m 04-09-2010 | Hitnotering: 15-05-2010 t/m 04-09-2010 | Hitnotering: 15-05-2010 t/m 04-09-2010 | Hitnotering: 15-05-2010 t/m 04-09-2010 | Hitnotering: 15-05-2010 t/m 04-09-2010 | Hitnotering: 15-05-2010 t/m 04-09-2010 | Hitnotering: 15-05-2010 t/m 04-09-2010 | Hitnotering: 15-05-2010 t/m 04-09-2010 | Hitnotering: 15-05-2010 t/m 04-09-2010 | Hitnotering: 15-05-2010 t/m 04-09-2010 | Hitnotering: 15-05-2010 t/m 04-09-2010 | Hitnotering: 15-05-2010 t/m 04-09-2010 | Hitnotering: 15-05-2010 t/m 04-09-2010 | Hitnotering: 15-05-2010 t/m 04-09-2010 | Hitnotering: 15-05-2010 t/m 04-09-2010 | Hitnotering: 15-05-2010 t/m 04-09-2010 | Hitnotering: 15-05-2010 t/m 04-09-2010 | Hitnotering: 15-05-2010 t/m 04-09-2010 | Hitnotering: 15-05-2010 t/m 04-09-2010 |
| Week:                                  | 1                                      | 2                                      | 3                                      | 4                                      | 5                                      | 6                                      | 7                                      | 8                                      | 9                                      | 10                                     | 11                                     | 12                                     | 13                                     | 14                                     | 15                                     | 16                                     | 17                                     |                                        |
| -------------------------------------- | -------------------------------------- | -------------------------------------- | -------------------------------------- | -------------------------------------- | -------------------------------------- | -------------------------------------- | -------------------------------------- | -------------------------------------- | -------------------------------------- | -------------------------------------- | -------------------------------------- | -------------------------------------- | -------------------------------------- | -------------------------------------- | -------------------------------------- | -------------------------------------- | -------------------------------------- | -------------------------------------- |
| Positie:                               | 30                                     | 21                                     | 18                                     | 12                                     | 9                                      | 12                                     | 12                                     | 11                                     | 8                                      | 7                                      | 12                                     | 16                                     | 17                                     | 21                                     | 24                                     | 27                                     | 34                                     | uit                                    |

### NederlandseSingle Top 100
| Hitnotering: 01-05-2010 t/m 20-11-2010 | Hitnotering: 01-05-2010 t/m 20-11-2010 | Hitnotering: 01-05-2010 t/m 20-11-2010 | Hitnotering: 01-05-2010 t/m 20-11-2010 | Hitnotering: 01-05-2010 t/m 20-11-2010 | Hitnotering: 01-05-2010 t/m 20-11-2010 | Hitnotering: 01-05-2010 t/m 20-11-2010 | Hitnotering: 01-05-2010 t/m 20-11-2010 | Hitnotering: 01-05-2010 t/m 20-11-2010 | Hitnotering: 01-05-2010 t/m 20-11-2010 | Hitnotering: 01-05-2010 t/m 20-11-2010 | Hitnotering: 01-05-2010 t/m 20-11-2010 | Hitnotering: 01-05-2010 t/m 20-11-2010 | Hitnotering: 01-05-2010 t/m 20-11-2010 | Hitnotering: 01-05-2010 t/m 20-11-2010 | Hitnotering: 01-05-2010 t/m 20-11-2010 | Hitnotering: 01-05-2010 t/m 20-11-2010 |
| Week:                                  | 1                                      | 2                                      | 3                                      | 4                                      | 5                                      | 6                                      | 7                                      | 8                                      | 9                                      | 10                                     | 11                                     | 12                                     | 13                                     | 14                                     | 15                                     | 16                                     |
| -------------------------------------- | -------------------------------------- | -------------------------------------- | -------------------------------------- | -------------------------------------- | -------------------------------------- | -------------------------------------- | -------------------------------------- | -------------------------------------- | -------------------------------------- | -------------------------------------- | -------------------------------------- | -------------------------------------- | -------------------------------------- | -------------------------------------- | -------------------------------------- | -------------------------------------- |
| Positie:                               | 85                                     | 55                                     | 32                                     | 24                                     | 14                                     | 9                                      | 9                                      | 8                                      | 13                                     | 7                                      | 13                                     | 20                                     | 10                                     | 11                                     | 15                                     | 17                                     |
| Week:                                  | 17                                     | 18                                     | 19                                     | 20                                     | 21                                     | 22                                     | 23                                     | 24                                     | 25                                     | 26                                     | 27                                     | 28                                     | 29                                     | 30                                     |                                        |                                        |
| Positie:                               | 16                                     | 22                                     | 31                                     | 34                                     | 49                                     | 7                                      | 25                                     | 36                                     | 46                                     | 50                                     | 60                                     | 65                                     | 60                                     | 88                                     | uit                                    | uit                                    |

### Vlaamse Ultratop 50
| Hitnotering: 23-10-2010 t/m 05-03-2011 | Hitnotering: 23-10-2010 t/m 05-03-2011 | Hitnotering: 23-10-2010 t/m 05-03-2011 | Hitnotering: 23-10-2010 t/m 05-03-2011 | Hitnotering: 23-10-2010 t/m 05-03-2011 | Hitnotering: 23-10-2010 t/m 05-03-2011 | Hitnotering: 23-10-2010 t/m 05-03-2011 | Hitnotering: 23-10-2010 t/m 05-03-2011 | Hitnotering: 23-10-2010 t/m 05-03-2011 | Hitnotering: 23-10-2010 t/m 05-03-2011 |
| Week:                                  | 1                                      | 2                                      | 3                                      | 4                                      | 5                                      | 6                                      | 7                                      | 8                                      |                                        |
| -------------------------------------- | -------------------------------------- | -------------------------------------- | -------------------------------------- | -------------------------------------- | -------------------------------------- | -------------------------------------- | -------------------------------------- | -------------------------------------- | -------------------------------------- |
| Positie:                               | 37                                     | 34                                     | 46                                     | 25                                     | 29                                     | 32                                     | 13                                     | 49                                     | uit                                    |

### NPO Radio 2 Top 2000
| Nummer met noteringen in de NPO Radio 2 Top 2000 | '10 | '11 | '12 | '13 | '14  | '15  | '16  | '17  | '18  | '19  | '20  | '21  | '22  |
| ------------------------------------------------ | --- | --- | --- | --- | ---- | ---- | ---- | ---- | ---- | ---- | ---- | ---- | ---- |
| Need You Now                                     | 210 | 661 | 727 | 955 | 1020 | 1105 | 1372 | 1436 | 1734 | 1576 | 1687 | 1924 | 1947 |

1. ↑  Een vetgedrukt getal geeft de hoogste notering aan.
2. ↑  2010 was het eerste jaar met een notering voor dit nummer.
3. ↑  Deze tabel is bijgewerkt tot en met de laatste editie (2024).